# Patikatörténeti kiállítás (Móra Ferenc Múzeum)
Az Alföld egyetlen megmaradt 19. századi patikaberendezése és állandó kiállítás a szegedi Móra Ferenc Múzeumban. A múzeumban 1982 óta látható. A bútorzat Szeged elsőként alapított patikájának készült, mely ekkor a Megváltóhoz nevet viselte.  1973-ban védetté nyilvánította a Művelődésügyi Minisztérium. A bútorzat 1893-ban készült el, a helyi asztalosmester, Bischof Imre munkája. Elkészültéről a Szegedi Napló is beszámolt.
A fenyőfa alap diófaborítást kapott. Az élekkel kiemelt síkokat haboskőrissel fedték, bemélyített faragással díszítették. Az üvegajtós, szabad polcos, fiókos szekrények és pultok(táraasztal) esztergályozott, korinthoszi fejezetű, haboskőris borítású oszlopokkal határoltak. Az ajtókon rézveretek és csokros sarokdíszű maratott üvegezés, a fióklapokon latin feliratú zománctáblák és áttetsző üveggömb fogók. A patikabútorzat fölött egy Esculapiost (Aszklépiosz, a gyógyítás istene) ábrázoló festmény. A szekrények tetején mellszobrok, melyek közül kettő Aszklépioszt és Hygeiát ábrázolja.
A patikabelsőről legértékesebb forrás egy 1902-es fénykép, melyen a tulajdonos, Bokor Adolf és alkalmazottai láthatók.
Belépve az ajtón, a kiállítás jobb oldali részén a gyógyszerek előállításának hagyományos eszközei (mozsár, őrlő, mérleg, tinktúraprés, tablettázó, pilulakészítő, kúpformázó, desztilláló, szárítókészlet) és tablók láthatók térképekkel, melyek a Csongrád-Csanád vármegyei patikák alapítási idejében segítenek eligazodni. Híres patikusok fényképei is láthatók, mint Tömörkény Istváné és Csontváry Kosztka Tivadaré.